# Lio (Seloi Craic)
Lio ist eine osttimoresische Aldeia im Suco Seloi Craic (Verwaltungsamt Aileu, Gemeinde Aileu). 2015 lebten in der Aldeia 398 Menschen.

## Geographie und Einrichtungen
Die Aldeia Lio liegt im Zentrum des Sucos Seloi Craic. Südlich befindet sich die Aldeia Casamou, südwestlich die Aldeia Tabulasi und nordöstlich die Aldeia Colihoho. Im Osten liegt jenseits des Lago Seloi (Seloi-See), eines temporären Sees, der in der Regenzeit entsteht, der Suco Seloi Malere. Im Nordwesten grenzt Lio an die Gemeinde Ermera mit ihren Sucos Railaco Leten und Samalete (Verwaltungsamt Railaco). Der Ort Lio liegt im östlichen Teil der Aldeia. Durch die Siedlung führt eine Straße von Süd nach Nord, von der in Lio eine Abzweigung zur Überlandstraße von Gleno nach Turiscai, hinter der Grenze in Ermera führt.
In Lio befinden sich eine Grundschule und eine medizinische Station sowie die Missionsstation Seloi (portugiesisch Estasaun Missionario Nossa Senhora do Rosario de Fátima Seloi) und die Kirche Nossa Senhora de Fatima Seloi Craic, hinter denen der Ort Siliboro (Aldeia Colihoho) beginnt.

## Politik
2023 wurde Miguel de Jesu Mano Foni zum Chefe de Aldeia gewählt.